# Sylva Koscina
Sylva Koscina (nacida como Silvija Košćina, Zagreb, Yugoslavia, 22 de agosto de 1933-Roma, 26 de diciembre de 1994) fue una actriz italiana. 
Sus trabajos más famosos fueron como heroína de «películas de peplo» junto a Steve Reeves en sus primeras apariciones como Hércules, y trabajó también con estrellas como Paul Newman y Kirk Douglas.

## Biografía
De padre griego y madre polaca, se trasladó a Italia durante la II Guerra mundial y estudió física en la Universidad de Nápoles. Sin embargo, su físico propio hizo que pronto comenzara su carrera como modelo, que terminó llevándola al mundo del cine con 22 años con la película Siamo uomini o caporali? (1955) de Camillo Mastrocinque. Su elegancia al moverse en la pantalla revelaba sus comienzos en el mundo de la moda, y con su porte aristocrático empezó a hacerse conocida en comedias y películas de peplo como Hércules y Hércules encadenado. A finales de los años 1960 dio el salto a Hollywood, donde se convirtió en la primera italiana en posar para la revista Playboy. A su vuelta a Italia se adentró en el cine erótico y de destape. Sus últimas películas a menudo fueron pobres, siendo sus intervenciones en su mayoría de estrella invitada.
Fue famosa por su megalomanía, que la llevaba a usar la tercera persona al hablar de sí misma, comprar una mansión que tuvo que vender por ser investigada por el fisco y presentarse en la Mostra de Venecia sin película alguna, solo como «embajadora sonriente».
Se le atribuyeron muchos romances durante los años de oro de la Cinecittà y Hollywood. Los tabloides de la época mencionaron nombres como los de Paul Newman, Jean Paul Belmondo, Alberto Sordi, Nino Manfredi, intentos con Bob Kennedy o el político yugoslavo Josip Broz Tito, que la llamaba «nuestra pequeña Sylva». Sin embargo, el único hombre con quien se unió en matrimonio, en México, fue el productor Raymond Castelli, declarado culpable de bigamia durante algún tiempo.
Murió a los 61 años el 26 de diciembre de 1994,  en una clínica de Roma en la que llevaba varios meses ingresada, víctima de un cáncer de mama.

## Vida personal y hábitos
Era conocida por su hábito de hablar en tercera persona.

## Filmografía principal

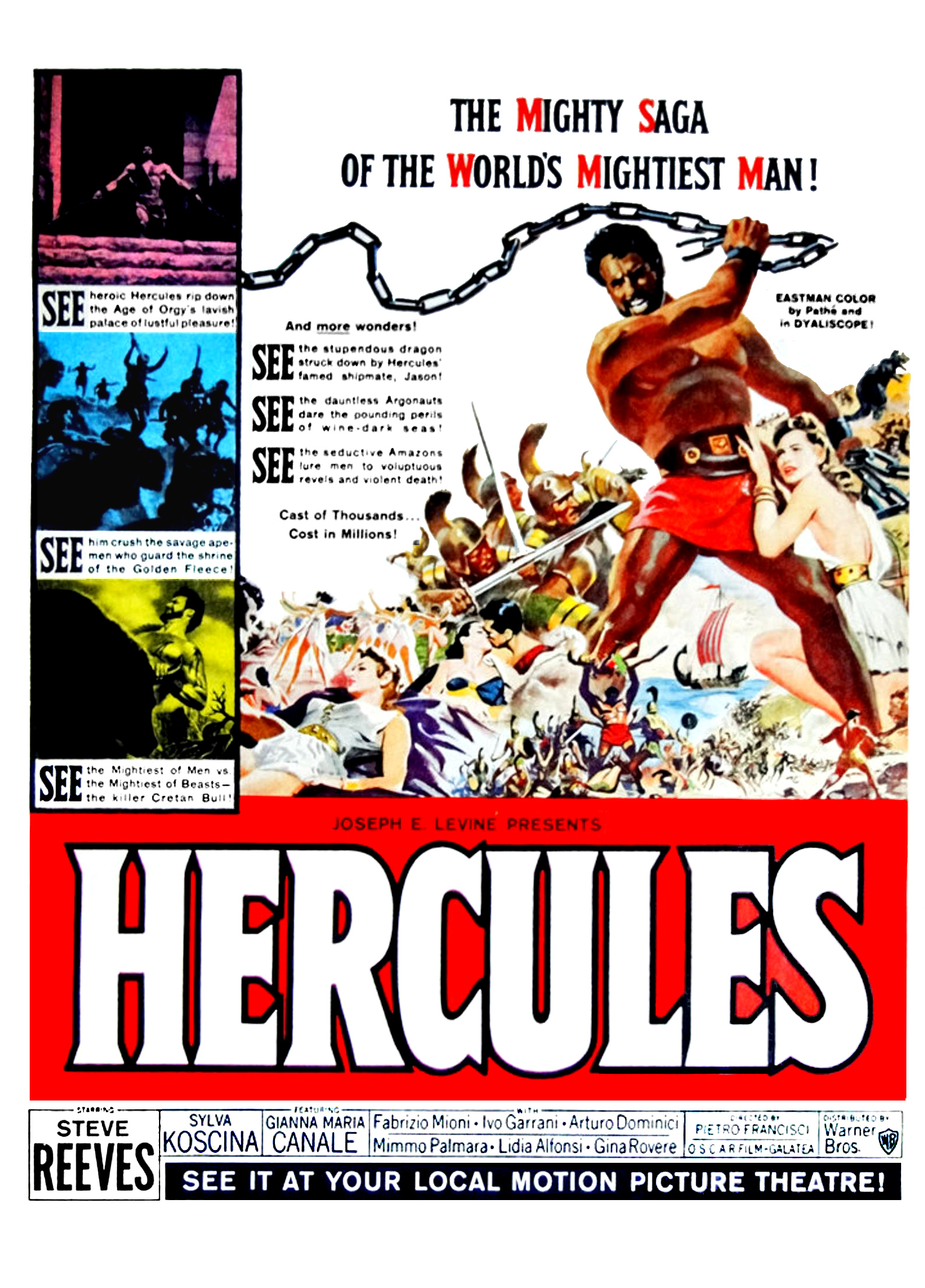
Steve Reeves y Sylva Koscina representados en un anuncio de la película Hércules publicado en un número de 1959 de una revista estadounidense.

- 1956: Michel Strogoff (Miguel Strogoff: El correo del Zar)
- 1956: Il Ferroviere
- 1958: Hércules
- 1959: Hércules encadenado
- 1959: Erode il grande (El rey cruel)
- 1959: La cambiale (La letra)
- 1960: Il vigile
- 1962: La congiura dei dieci
- 1962: La máscara de hierro
- 1963: Judex, de Georges Franju
- 1963:  Desde Rusia con amor de Terence Young
- 1963: Il giorno più corto, de Sergio Corbucci
- 1965: Estambul 65
- 1965: Julieta de los espíritus
- 1965: L'arme á gauche (Armas para el Caribe), de Claude Sautet
- 1966: Más Peligrosas que los Hombres, junto a Richard Johnson y Elke sommer
- 1968  Marquis de Sade: Justine, de Jesús Franco
- 1968: The Secret War of Harry Frigg (Comando secreto), de Jack Smight
- 1968: A Lovely Way to Die (Sindicato de asesinos),   de David Lowell Rich.
- 1969: Vedo nudo (Visiones de un italiano moderno), de Dino Risi
- 1969: La batalla del río Neretva
- 1970: Nido de avispas
- 1971: Historia de una traición
- 1971: No desearás la mujer del vecino, de Fernando Merino
- 1973: Lisa e il diavolo
- 1981: Asso

## Cita
El concepto de hermosura en palabras de Sylva Koscina:

Un hombre entra en una habitación, ve una mujer y la recuerda el resto de su vida.